# Gyulai László (labdarúgó)
Gyulai László (Battonya, 1925. május 30. – 1964. július 18.) kétszeres magyar bajnok labdarúgó, csatár.

## Pályafutása
A Ferencváros csapatában mutatkozott be az élvonalban 1944. április 23-án a Salgótarjáni BTC ellen, ahol egy gólt szerzett és csapata 3–2-es győzelmet aratott.
1943 és 1947 között két bajnoki ezüstérmet szerzett a csapattal, 53 mérkőzésen szerepelt (39 bajnoki, 14 nemzetközi) és 18 gólt szerzett (15 bajnoki, 3 nemzetközi).
Tagja volt a Bp. Honvéd 1949–50-es és 1950-őszi bajnok csapatának.

## Sikerei, díjai
- Magyar bajnokság
  - bajnok: 1949–50, 1950-ősz
  - 2.: 1943–44, 1945-tavasz
- Magyar Köztársasági Sportérdemérem ezüst fokozat (1949)[3]